# Шмалензе
Шмалензе (нем. Schmalensee) — община в Германии, в земле Шлезвиг-Гольштейн. 
Входит в состав района Зегеберг. Подчиняется управлению Борнхёфед.  Население составляет 466 человек (на 31 декабря 2010 года). Занимает площадь 8,68 км².